# Пауло Сержіо де Олівейра Ліма
Пауло Сержіо де Олівейра Ліма (порт. Paulo Sérgio de Oliveira Lima, нар. 24 липня 1953, Ріо-де-Жанейро) — бразильський футболіст, що грав на позиції воротаря.
Виступав, зокрема, за клуби «Флуміненсе» та «Ботафогу», а також національну збірну Бразилії.

## Клубна кар'єра
У дорослому футболі дебютував 1972 року виступами за команду «Флуміненсе», в якій провів три сезони, вигравши Лігу Каріока в 1973 і 1975 роках, після чого грав у складі команд «ССА Масейо», «Волта-Редонда» та «Амерікано» (Кампус-дус-Гойтаказіс).
Своєю грою за останню команду привернув увагу представників тренерського штабу клубу «Ботафогу», до складу якого приєднався 1980 року. Відіграв за команду з Ріо-де-Жанейро наступні п'ять сезонів своєї ігрової кар'єри, і це був найкращий період у його кар'єрі, завдяки чому Пауло навіть викликали до збірної Бразилії.
Згодом протягом 1985—1988 років захищав кольори клубів «Гояс» «Васко да Гама» та «Америка» (Ріо-де-Жанейро), де і завершив ігрову кар'єру у 1988 році.

## Виступи за збірну
15 травня 1981 року дебютував в офіційних іграх у складі національної збірної Бразилії в товариському матчі проти Франції (3:1) на стадіоні «Парк де Пренс» в Парижі. Його останній матч за збірну відбувся 27 травня 1982 року, коли з рахунком 7:0 була обіграна Ірландія. Всього Сержіо провів 3 матчі у складі збірної.
Після цього Сержіо був у складі збірної був учасником чемпіонату світу 1982 року в Іспанії, проте на турнірі був дублером Валдіра Переса і не з'явився на полі в жодному матчі.
У 1990-х роках захищав ворота збірної Бразилії з пляжного футболу разом з іншими колишніми гравцями, такими як Зіко, Едіньйо і Жуніор. Ці гравці стали одними з тих, хто посприяв поширенню спорту по всій Бразилії і всьому світу. З 1995 по 1998 рік Пауло Сержіо щороку ставав з командою чемпіоном світу з пляжного футболу і на кожному з цих турнірів визнавався найкращим воротарем.

## Титули і досягнення
- Переможець Ліги Каріока (2):

«Флуміненсе»: 1973, 1975